# 全国人民代表大会常务委员会委员长会议
全国人民代表大会常务委员会委员长会议是全国人民代表大会常务委员会“处理常务委员会的重要日常工作”的机构。

## 历史沿革
全国人民代表大会常务委员会委员长会议是1982年《中华人民共和国全国人民代表大会组织法》中新规定的内容。此前的1954年《中华人民共和国全国人民代表大会组织法》中并无该内容。

## 地位职权
根据1982年12月10日通过并施行的《中华人民共和国全国人民代表大会组织法》第二十五条规定：
第二十五条 常务委员会的委员长、副委员长、秘书长组成委员长会议，处理常务委员会的重要日常工作：

（一）决定常务委员会每次会议的会期，拟定会议议程草案；

（二）对向常务委员会提出的议案和质询案，决定交由有关的专门委员会审议或者提请常务委员会全体会议审议；

（三）指导和协调各专门委员会的日常工作；

（四）处理常务委员会其他重要日常工作。
此外，该法还规定了全国人民代表大会常务委员会委员长会议对全国人民代表大会常务委员会代表资格审查委员会人选的提名权，以及在大会闭会期间对全国人民代表大会各专门委员会部分人选补充任命时的提名权：

第二十六条 常务委员会设立代表资格审查委员会。代表资格审查委员会的主任委员、副主任委员和委员的人选，由委员长会议在常务委员会组成人员中提名，常务委员会会议通过。

第三十五条 ……各专门委员会的主任委员、副主任委员和委员的人选，由主席团在代表中提名，大会通过。在大会闭会期间，全国人民代表大会常务委员会可以补充任命专门委员会的个别副主任委员和部分委员，由委员长会议提名，常务委员会会议通过。
该法又规定：

第三十二条 全国人民代表大会各专门委员会，国务院，中央军事委员会，最高人民法院，最高人民检察院，可以向常务委员会提出属于常务委员会职权范围内的议案，由委员长会议决定提请常务委员会会议审议，或者先交有关的专门委员会审议、提出报告，再提请常务委员会会议审议。
常务委员会组成人员十人以上可以向常务委员会提出属于常务委员会职权范围内的议案，由委员长会议决定是否提请常务委员会会议审议，或者先交有关的专门委员会审议、提出报告，再决定是否提请常务委员会会议审议。

第三十三条    在常务委员会会议期间，常务委员会组成人员十人以上，可以向常务委员会书面提出对国务院和国务院各部、各委员会的质询案，由委员长会议决定交受质询机关书面答复，或者由受质询机关的领导人在常务委员会会议上或者有关的专门委员会会议上口头答复。在专门委员会会议上答复的，提质询案的常务委员会组成人员可以出席会议，发表意见。